# Hiromi Ōmura
 (septembre 2016).
Si vous disposez d'ouvrages ou d'articles de référence ou si vous connaissez des sites web de qualité traitant du thème abordé ici, merci de compléter l'article en donnant les références utiles à sa vérifiabilité et en les liant à la section « Notes et références ».
Hiromi Omura est une soprano japonaise née à Tokyo.

## Biographie
Après avoir pratiqué le violon durant son enfance, Hiromi Omura découvre le chant lyrique à l'âge de quinze ans. Elle intègre, après concours, l'université nationale des beaux-arts et de la musique de Tokyo de laquelle elle sort diplômée d'un Master 2. Chef de chœur durant un an, elle s'installe en Italie, à Milan, où elle étudie le bel canto.
En 1998, elle remporte le 1er prix au concours international Ismaele-Voltolini, puis un 2e prix au concours Gianfranco-Masini de Reggio d'Émilie (1999), le prix Morioka à Vienne (2000)au Belvedere Concours et le 1er prix au concours international de Marseille (2001). Pensionnaire au CNIPAL à Marseille en 2000-2001, elle a suivi la master classe de Renata Scotto et Montserrat Caballé. 
Elle parle et chante en italien, français, anglais, italien et allemand.

## Carrière
2002
- Béatrice et Bénédict de Berlioz (Hero), Marc Soustrot (directeur musical), Opéra-Comique, Paris (mai)
- La traviata de Verdi (Violetta), New National Theatre, Tokyo

2003
- Elias  (un ange) et Le Songe d’une nuit d’été de Mendelssohn, Orchestre national de France, Kurt Masur (directeur musical), Paris (février)
- Le Songe d’une nuit d’été de Mendelssohn, Orchestre national de France, Kurt Masur (directeur musical), théâtre des Champs-Élysées puis Hong Kong Art Festival (mai)
- Les Noces de Figaro de Mozart (la comtesse Almaviva), New National Theatre, Tokyo (octobre)

2004
- Madame Butterfly de Puccini (Cio-Cio-San), Opéra de Lille (avril)

2005
- 9e Symphonie de Beethoven,  jardins du Palais-Royal, Paris (mai)
- Madama Butterfly de Puccini (Cio Cio San), Renato Palumbo (directeur musical), New National Theatre, Tokyo (juin-juillet)

2006
- Concert de gala du nouvel an, NHK , télévision japonaise (janvier)
- Pagliacci de Leoncavallo (Nedda), Fabio Luisi (directeur musical), New National Theatre, Tokyo (avril)
- Don Carlo de Verdi (Elisabeth de Valois), Miguel Gomez-Martinez (directeur musical), New National Theatre, Tokyo (septembre)
- Le nozze di Figaro de Mozart (la comtesse), Juraj Valcuha (directeur musical), Opéra national de Lorraine, Nancy (novembre)

2007
- Carmen de Bizet (Micaëla), Jacques Delacôte (directeur musical), New National Theatre, Tokyo (novembre-décembre)

2008
- Madama Butterfly de Puccini (Cio Cio San), Daniel Inbal et Omer M. Wellber (directeur musical), Opéra de Tel Aviv (avril)
- Madama Butterfly de Puccini (Cio Cio San), Yannick Nézet-Séguin (directeur musical), Opéra de Montréal (mai-juin)

2009
- Concert de gala du nouvel an, NHK (janvier)
- Madama Butterfly de Puccini (Cio Cio San), Jean-Yves Ossonce (directeur musical), Opéra de Lausanne (février)
- Concert autour de Faust (Gounod), Mefistofele (Boito), Schumann… (mars)
- Madama Butterfly de Puccini (Cio Cio San), Andriy Yurkevich (directeur musical), Opéra de Varsovie (avril)
- Madama Butterfly de Puccini (Cio Cio San), Stephan Soltesz (directeur musical), festival de Savonlinna (juillet)
- Madama Butterfly de Puccini (Cio Cio San), festival d’Irun (août)
- Missa Solemnis de Beethoven, Tokyo (octobre)

2010
- Concert de gala du nouvel an, NHK , télévision japonaise (janvier)
- Simon Boccanegra de Verdi (Amelia), Kerry-Lynn Wilson (directeur musical), Opéra de Montréal (mars)
- Madama Butterfly de Puccini (Cio Cio San), Andriy Yurkevich  (directeur musical), Opéra de Varsovie (mars-juin)

2011
- Concert de gala du nouvel an, NHK , télévision japonaise (janvier)
- Concert de la Saint-Valentin avec Marc Hervieux, Kevin Field  (directeur musical), Kuala Lumpur (février)
- Madama Butterfly de Puccini (Cio Cio San), Andriy Yurkevich  (directeur musical), Opéra de Varsovie (mars)
- Récital de chants classiques japonais, théâtre des Champs-Élysées (avril)
- Le nozze di Figaro de Mozart (la comtesse), Paolo Olmi (directeur musical), Opéra national de Lorraine, Nancy (mai)
- Concert de gala, Tito Nunoz  (directeur musical), Opéra national de Lorraine, Nancy (septembre)
- Norma de Bellini (rôle-titre), Roberto Brignoli  (directeur musical), Opéra de Lausanne (novembre)

2012
- Il trovatore de Verdi (Leonora), Francesco Maria Colombo (directeur musical), Opéra de Montréal (janvier)
- Otello de Verdi (Desdemona), Giuliano Carella (directeur musical),  Opéra de Méditerranée, Toulon (mai)
- 9e Symphonie de Beethoven, Tito Nunoz (directeur musical), Opéra national de Lorraine, Nancy (juillet)
- Madama Butterfly de Puccini (Cio Cio San), Ryusuke Numajiri (directeur musical), Opéra de Sydney (octobre)
- Madama Butterfly de Puccini (Cio Cio San), Giovanni Reggioli (directeur musical), Melbourne Art Center (décembre)

2013
- Concert de gala du nouvel an, NHK , télévision japonaise (janvier)
- Die Walküre de Wagner (Sieglinde), Ryusuke Numajiri (directeur musical), Opéra de Yokohama puis Opéra de Bivako (septembre)
- Norma de Bellini (rôle-titre), Giuliano Carella  (directeur musical), Opéra de Méditerranée, Toulon (octobre)
- Concert de gala dans le cadre de la commémoration du 200e anniversaire de la naissance de Verdi, Victor de Renzi  (directeur musical), Opéra de Montréal (décembre)

2014
- Concert de gala du nouvel an, NHK , télévision japonaise (janvier)
- Madama Butterfly de Puccini (Cio Cio San), Brian Castles-Onion (directeur musical), mise en scène Alex Ollé de la furia del Baus, Sydney Harbour (mars-avril)
- Turandot de Puccini (Liù), Paul Nadler (directeur musical), Opéra de Montréal (mai)
- Ariadne auf Naxos de Richard Strauss  (rôle-titre) et 9e Symphonie de Beethoven, festival du Pacifique (juillet)
- Madame Butterfly de Puccini (Cio-Cio-San), Isaac Karabtchevsky (directeur musical), mise en scène Carla Camorati, Rio de Janeiro (novembre)

2015
- Concert de gala du nouvel an, NHK , télévision japonaise (janvier)
- Madama Butterfly de Puccini (Cio Cio San), Gianluca Martineghi (directeur musical), mise en scène Moffat Oxenbould, Opéra de Sydney (janvier-mars)
- Madama Butterfly de Puccini (Cio Cio San), Maertin Ozolin (directeur musical), mise en scène Sofija Maslovska, Latvian National Opera (Riga), (avril-juin)
- Madama Butterfly de Puccini (Cio Cio San), Guillaume Tourniaire (directeur musical), Melbourne Art Center (mai)

2016
. Concert de gala du nouvel an, NHK , télévision japonaise (janvier)
. Otello de Verdi (Desdemona), Keri-Lynn Wilson (directrice musicale), mise en scène Glynis Leyshon, Opéra de Montréal (janvier-février)
. Madama Butterfly de Puccini (Cio Cio San), Maertin Ozolin (directeur musical), mise en scène Sofija Maslovska, Latvian National Opera (Riga), (mars)
. Les Noces de Figaro de Mozart (Comtesse Almaviva), Sascha Goetzel (directeur musical), mise en scène Amon Miyamoto, Opéra de Tokyo Nikikai (juillet)
. Madama Butterfly de Puccini (Cio Cio San), Maertin Ozolin (directeur musical), mise en scène Sofija Maslovska, Latvian National Opera (Riga), (août)
. Madama Butterfly de Puccini (Cio Cio San), Maertin Ozolin (directeur musical), mise en scène Sofija Maslovska, Latvian National Opera (Riga), (octobre)
2017
. Concert de gala du nouvel an, NHK , télévision japonaise (janvier)
. Tosca (Floria Tosca), Daniele Rustoni (directeur musical), mise en scène Allessandro Talevi, Opéra de Tokyo Nikikai (février)
. Madama Butterfly de Puccini (Cio Cio San), Maertin Ozolin (directeur musical), mise en scène Sofija Maslovska, Latvian National Opera (Riga), (septembre)
. Madama Butterfly de Puccini (Cio Cio San), Gaetano d'Espinosa (directeur musical), mise en scène Masayoshi Kuriyama, Opéra de Tokyo Nikikai
. Madama Butterfly de Puccini (Cio Cio San), Tyrone Paterson (directeur musical), mise en scène Robert Herriot, Manitoba Opera, Winnipeg Canada (novembre)
2018
. Concert de gala du nouvel an, NHK , télévision japonaise (janvier) 
. Madama Butterfly de Puccini (Cio Cio San), Paul Mägi (directeur musical), mise en scène Yoshi Oïda, Finnish National Opera Helsinki (janvier-mars)
. Norma de Bellini (Norma), Riccardo Frizza (directeur musical), mise en scène Yumiko Kikuchi,Opéra de Tokyo Nikikai (mars)
. Madama Butterfly de Puccini (Cio Cio San), Hirofumi Yoshida (directeur musical), mise en scène Vivien Hewitt, Festival Pucciniano, Torre del Lago Italia (juillet-août)
. Madama Butterfly de Puccini (Cio Cio San), Alberto Veronesi (directeur musical), mise en scène Sofija Maslovska, Latvian National Opera (Riga), (août)
2019
. Concert de gala du nouvel an, NHK , télévision japonaise (janvier)
. Madama Butterfly de Puccini (Cio Cio San), Paul Mägi (directeur musical), mise en scène Robert Annus, Thêtre Vanemuine Tartu Estonie (mars-mai-octobre)
. Madama Butterfly de Puccini (Cio Cio San), Alberto Veronesi (directeur musical), mise en scène Stefano Mazzonis di Pralafera, Festival Pucciniano, Torre del Lago Italia (juillet-août)
. Madama Butterfly de Puccini (Cio Cio San), Andrea Battistoni (directeur musical), mise en scène Amon Miyamoto, Costumes Kenzo Takada, Opéra de Tokyo Nikikai.
. Madama Butterfly de Puccini (Cio Cio San), George Manahan (directeur musical), mise en scène E. Loren Meeker , Portland Opéra (Oregon, USA) (octobre-novembre)
2021
. Concert de gala du nouvel an, NHK , télévision japonaise (janvier)
. Spring festival Tokyo, œuvres de Puccini ; Tosca, etc. (mars)
. Tosca de Puccini (Floria Tosca), Alberto Veronesi (directeur musical), mise en scène Stefania Sandrelli, Festival Pucciniano, Torre del Lago Italia (juillet-août)

## Discographie

### CD/DVD
- Madame Butterfly de Puccini (Cio Cio San), Giovanni Reggioli (dir.), mise en scène de Moffat Oxenbould, Opera Australia, 2013[1]
- Madame Butterfly de Puccini (Cio Cio San), mise en scène de Alex Ollé (La Fura Del Baus, Opéra Australia, 2014

## Sources
Operabase, Opéra Magazine (2009-2012), Le Journal de Montréal, concertclassique.com, Resmusica.com, Operalively.com, CNIPAL, charpocanada.com, operaaustraalia.org, zepass.com, ariamanagement.com, nancyoperapassion.com, Le Temps suisse (12 mai 2011), crif.org (15 décembre 2011), newswire.scena.org (12 mai 2008), opera-national-lorraine.fr, couperin.ca (2011), Le Devoir Québec (2008, 2010, 2012), Var-Matin (9 mai 2012), artspectacles.com, info-culture.biz (Canada), lametropole.com, music-opera.com, analekta.com (2011), lacritiqueparisienne.fr (2011), Le Républicain lorrain (31 mai 2011), Le Journal de Montréal (2009, 2010, 2012), Commandopera.com (2010)[source insuffisante].